# Снежана Радојичић
Снежана Радојичић (Београд, 10. новембар 1967) српска је блогерка, списатељица, хуманиста  и бициклиста која бициклом и пешке обилази свет.

## Биографија
Снежана Радојичић је рођена у Београду 10. новембра 1967. године. Дипломирала је на Групи за југословенску књижевности са општом књижевношћу. Прву књигу Док су душе лутале објавила је 1994. године, као победник на конкурсу Матице српске. Радила је као наставник српског језика и књижевности, као агент продаје некретнина, менаџер продаје осигурања, лектор.

## Руте од 2011. до 2020.
Од 2011. године путује светом на бициклу, живећи као номад. 
- 2011. Њена рута је прво водила кроз централну и источну Европу, а затим кроз Азију, од Турске на исток до Јапана, на север до Сибира и на југ до Тимора. Старт је био у Братислави, а затим је пратила Карпате кроз Словачку, Пољску, Украјину и Румунију, па кроз Србију, Босну, Хрватску, Црну Гору ушла у Албанију, потом Грчку, Турску, Грузију.
- 2012. Прешла је Кавказ и ушла у Русију, возећи југом те земље до Таганрога (Чеховљево место рођења), где је неко време радила као улична продавачица кваса. Из Русије је ушла у Казахстан, потом у Киргистан, па опет Казахстан и затим Кина.
- 2013. Из Кине, почетком године ушла је у Лаос, па у Вијетнам, па опет Лаос, Камбоџа, Тајланд.[3] Из Тајланда је летела у Непал, пошто тад Мјанмар још увек није био отворен за туристе. У Непалу је извозила Анапурна кружну руту, а затим остала пола године у Покхари пишући књигу Закотрљај ме око света. у априлу је одлетела у Кину (пошто не постоји копнени прелаз преко Тибета, осим за организоване туристичке групе) и возила из Пекинга кроз Унутрашњу Монголију и затим Монголију, и пустињу Гоби.
- 2014 —2015. Из Монголије је поново ушла у Русију и возила око Бајкалског језера. У августу оставила је бицикл у Ирктурску и долетела у Србију. У два и по месеца одржала је тридесетак путничких трибина по целом региону, продајући на њима и своју књигу. У новембру исте године вратила се где је стала и наставила вожњу из Тајланда на југ: Мјанмар, Тајланд, Малезија, Сингапур, Индонезија (Суматра, Јава, Бали, на коме је остала три месеца пишући Приручник за камповање и Водич за путовање бициклом), потом Флорес, Западни Тимор и Источни Тимор, одакле је трајектом вратила на Јаву и потом отпловила на Борнео, најпре индонежански, потом малежански део острва. Са Борнеа се вратила у Вијетнам, у Ханој, где је волонтирала као наставница језика и писала књигу Номад. Потом је ушла поново у Кину.
- 2016 — 2017. По други пут је дошла у Србију и одржала око 50 трибина у региону, а затим се вратила у Кину, посетила Макао и Хонгконг, те одатле отишла у Јапан. Од септембра 2016. до фебруара 2017. возила је од најсеверније тачке Јапана на Хокаиду до најјужније на Окинави, што ће три године касније описати у књизи Планета Јапан(аца). У фебруару 2017. запослила се као наставница енглеског у Кини и остала је предајући до маја 2018. године.
- 2018. У мају отишла је на бициклистичку туру у Северну Кореју.[4] Одатле назад у Кину, па из Кине у Јужну Кореју. У Сеулу је провела три месеца пишући путопис о Северној Кореји, а потом је извозила најчувенију корејску руту дугачку 850km, од Сеула до Бусана. Из Кореје је долетела у Србију ради промоције нове књиге. Одржала је око четрдесет трибина по региону и неколико европских држава.
- 2019. Паузирала је од вожње бицикла. Пешачила је на Путу Светог Јакова (Camino de Santiago) у Шпанији, у дужини од 1000km, скупљајући хуманитарну помоћ за децу београдског Свратишта. У јесен исте године, у сарадњи са Туристичком организацијом Војводине, препешачила је Фрушку гору, обилазећи све фрушкогорске манастире. Тура је трајала недељу дана.

## Туре од 2020. до данас
Одлетела је 30. децембра 2019. године из Европе за Јужну Америку и почетком 2020. године започела бициклистичку туру од Патагоније до Аљаске.
- 2020. Кренула је од најјужнијег насељеног града на планети, аргентинске Ушуаје, на север, рутом која се зове Панамерика. Извозила је чувену руту Carratera Austral кроз Патагонију (аргентинску и чилеанску). Пандемија је затекла у Патагонији, у провинцији Ајсен, где се зауставила, изнајмила брвнару у шуми и тамо провела три месеца ванредног стања и још три током зиме.[6] Крајем септембра 2020. наставила је педалање на север и све до априла 2021. путовала је кроз Чиле, углавном се држећи Анда. Извозила је 1200km кроз пустињу Атакама и стигла у Сан Педро де Атакама. Крајем маја 2021. напокон је долетела у Перу и започела туру из Куска, дуж Анда и Кордиљера, месецима педалајући и кампујући на висинама изнад 4000м.н.в.Комбиновала је бициклирање и планинарење, исходавши неке од најпознатијих и најтежих перуанских трекинг рута: Салкантај, Чоконкирао, Санта Круз... Почетком децембра ушла је у Амазонију са планом да проведе неко време у племену Матсес, дубоко у џунгли, учећи о њиховом животу, обичајима, култури...

## Највећи успеси на путу
- Највиши врх преко којег је прешла бициклом је Thorung La Pas, на Анапурна кружној рути, у непалским Хималајима на висини од 5.416 м.н.в.
- Извозила је 1000km кроз пустињу Гоби у Монголији, 1200km кроз пустињу Атакама у Чилеу и око 800km кроз пустињу Такламакан у Кини.

## Хуманитарни рад
Нема спонзоре, већ се од почетка самофинансира од издавања стана, продаје књига, повремено предаје енглески, од претплате на блог пратилаца, као и од Патреона који подржавају њен YouТube канал. 
Године 2017. покренула је хуманитарну акцију са називом „До Крова за кров”, са идејом да вози на Кров света, на висини 4655 м, како би сакупила 4655 долара за самохрану баку са двоје унука. Ходочашће на Путу Светог Јакова пратила је хуманитарна акција са називом „Милион корака за децу Свратишта”, а циљ је био да се сакупи милион динара за децу која живе и раде на улици. Такође, направила је и неколико аукција предмета из Латинске Америке у корист болесне деце у Србији. 

## Књижевне награде и остала признања
Добитница је награде „Српско перо”, 1994. за приповетку Виолински концерт.
Од 2017. чланица је жирија за доделу награде Дијана Кларић, у категорији „Путник године”, коју додељује Хрватски клуб путника.